# Apitoxina

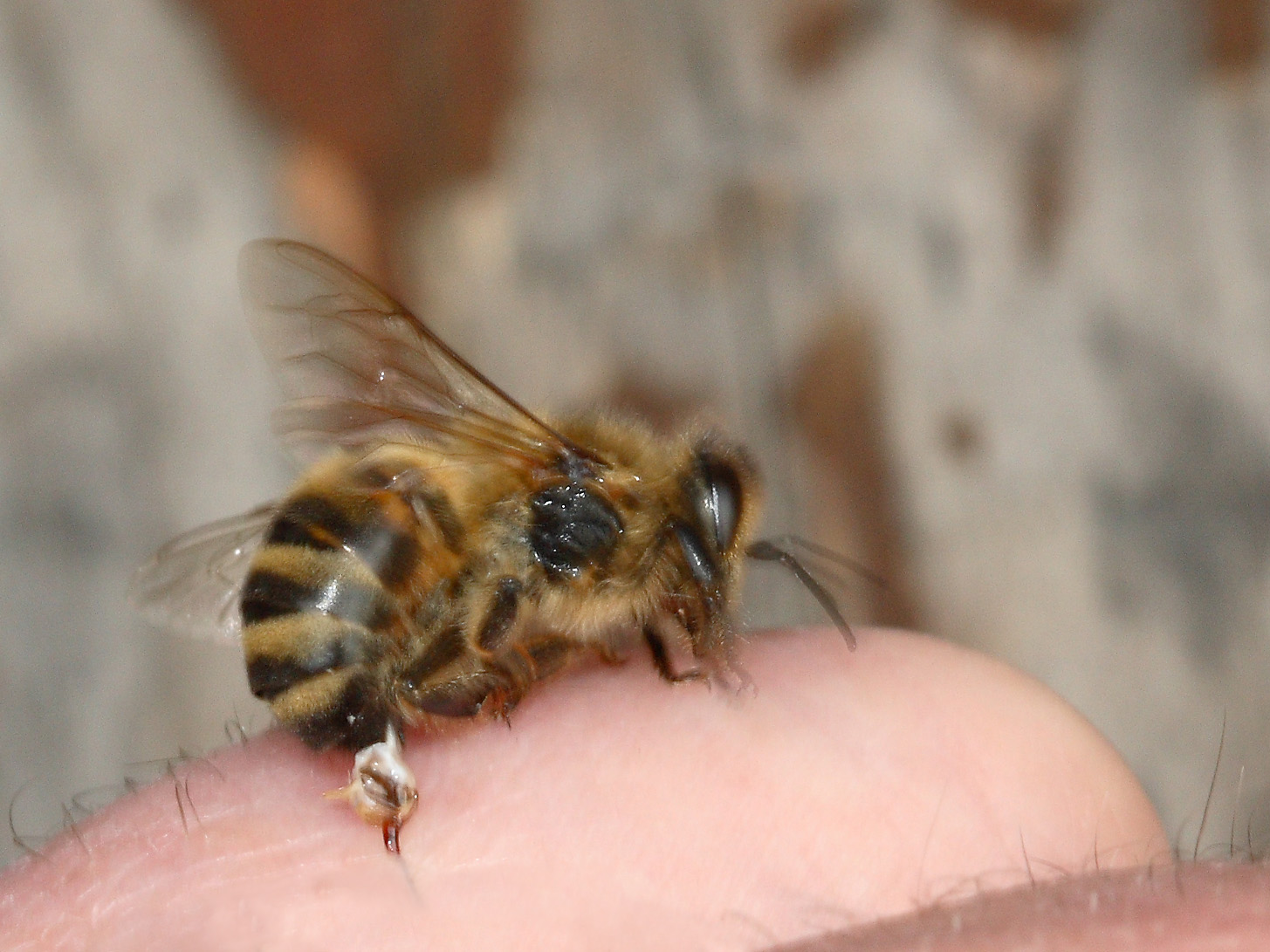
Picada d'abella.

L'apitoxina és el verí secretat per les abelles obreres de diverses espècies d'abelles, que l'empren com a mitjà de defensa contra predadors i per al combat entre abelles. En les espècies verinoses, l'ovipositor de les obreres s'ha modificat per transformar-se en un agulló. L'apitoxina no és una substància simple, sinó una barreja relativament complexa. Encara que els efectes solen atribuir-se a l'acidesa del compost, en realitat l'àcid fòrmic tot just és present, i només procedeix d'una de les dues glàndules implicades en la secreció del verí. Una d'aquestes secrecions és àcida. No obstant això, la més activa d'elles apareix com un líquid fortament alcalí format per una barreja de proteïnes, principalment el polipèptid citotòxic melitina.